# 亨利·格朗热
亨利·格朗热（法語：Henri Grange，1934年9月14日—），法国篮球运动员。他曾代表法国参加1956年夏季奥运会和1960年夏季奥运会男子篮球比赛，分别获得第四名和第十名。